# 심우영
심우영(沈宇永, 1940년 12월 7일 ~ , 경상북도 안동)은 대한민국의 총무처 장관이었다.

## 학력
- 1959년 : 경북고등학교 졸업
- 1964년 : 서울대학교 법학 학사
- 1985년 : 연세대학교 행정대학원 행정학 석사
- 1999년 : 성균관대학교 행정대학원 행정학 박사

## 이력
- 1971년 : 제10회 행정고등고시 합격
- 총무처 행정관리국장
- 1990년 : 민자당 행정전문위원, 총무처 기획관리실장
- 1993년 3월 ~ 1994년 10월 : 제21대 총무처 차관[1]
- 1994년 10월 22일 ~ 1995년 6월 30일 : 제25대 경상북도 도지사
- 1995년 12월 ~ 1997년 8월 : 문민정부 제4대 청와대 행정수석비서관
- 1997년 8월 6일 ~ 1998년 3월 3일 : 제33대 총무처 장관[2]
- 1998년 9월 ~ 2001년 8월 : 세명대학교 행정대학원 초빙교수
- 2000년 9월 ~ : 상락장학회 이사장
- 2001년 8월 1일 ~ 2009년 7월 31일 : 한국국학진흥원 원장(연임)
- 2002년 1월 ~ : 한국경제사회발전연구원 이사장
- 2002년 9월 ~ 2004년 8월 : 성균관대학교 행정대학원 초빙교수
- 2003년 5월 ~ : 총우회(총무처에 적을 두고 근무하였던 직원들의 친목 단체) 회장
- 2007년 3월 ~ : 퇴계학진흥협의회 회장

## 수상
- 2008년 10월 27일 : 제27회 세종문화상 민족문화부문 수상
- 청조근정훈장(1등급)